# قرار مجلس الأمن التابع للأمم المتحدة رقم 1981
قرار مجلس الأمن التابع للأمم المتحدة رقم 1981، المتخذ بالإجماع في 13 مايو 2011، بعد الإشارة إلى القرارات السابقة بشأن الوضع في كوت ديفوار (ساحل العاج)، بما في ذلك القرارات 1933 (2010)، 1942 (2010)، 1946 (2010)، 1951 (2010) و1962 (2010) و1967 (2011) و1968 (2011) و1975 (2011) و1980 (2011)، مدد المجلس ولاية عملية الأمم المتحدة في كوت ديفوار حتى 31 يوليو 2011 ومدد إعادة النشر المؤقت لقوات الأمم المتحدة من ليبيريا حتى 30 يونيو 2011.
وستغادر القوات المؤقتة من ليبريا كوت ديفوار قبل شهر من الموعد المقرر.

## القرار

### أعمال
وقام المجلس، بموجب الفصل السابع من ميثاق الأمم المتحدة، بتمديد ولاية عملية الأمم المتحدة في كوت ديفوار حتى 31 يوليو 2011، كما تم تمديد النشر المؤقت لقوات بعثة الأمم المتحدة في ليبريا حتى 30 يونيو 2010. وتألف الانتشار المؤقت من ثلاث سرايا مشاة ووحدة طيران وثلاث طائرات هليكوبتر مسلحة بأطقم.
وأخيراً، كان من المقرر أن يقدم الأمين العام بان كي مون في نفس التاريخ تقريراً عن تقييمه لبعثة عملية الأمم المتحدة في كوت ديفوار.